# Ковбаса Артем Петрович
Арте́м Петро́вич Ковбаса́ (нар. 19 січня 1997, Київ) — український футболіст, правий вінгер литовського клубу «Таурас».

## Клубна кар'єра

### «Динамо»
Народився 19 січня 1997 року. Вихованець київського футболу. Виступав за ФК «Київ» і «Арсенал». У віці 15-ти років перейшов до «Динамо», де навчався до 2014 року. Дебютував у юнацькому чемпіонаті (U-19) 26 березня 2014 року в матчі проти «Дніпра» (0:2), який став для нього єдиним в тому сезоні. У наступному сезоні 2014/15 зіграв у 18 матчах юнацького чемпіонату, у яких забив 4 голи.
Улітку 2015 року разом з низкою інших гравців був заявлений за «Динамо-2» в Першій лізі. Дебютував у дорослому рівні 27 липня 2015 року в матчі 1 туру проти «Тернополя» (2:1), вийшовши на заміну на 75 хвилині замість Івана Трубочкіна.

### «Оболонь-Бровар»
У липні 2016 року став гравцем клубу «Оболонь-Бровар».

### «Чорноморець» (Одеса)
У вересні 2020 року став гравцем одеського «Чорноморця».